# 王令谋
王令谋（9世纪—937年10月10日），中国五代十国时期吴国摄政徐知诰（后名李昪）的近臣，吴末宰相，劝徐知诰夺取帝位，但在徐知诰夺位建立南唐前去世。

## 早期
王令谋的出生年分和籍贯都不详。

## 为徐知诰幕僚
后来唐朝灭亡，淮南军成为独立的吴国，徐温为吴摄政，九年（912年），徐溫義子徐知诰为昇州刺史，建延宾亭，招纳四方士大夫，在身边聚集了一些能人。王令谋为其门客，后为判官，与推官宋齐丘、参军王翃为徐知诰谋主。
后徐温在昇州遥控朝政，徐知诰为润州团练使，徐温亲生长子徐知训在吴都金陵为少摄政。十五年（918年）将领朱瑾杀徐知训，时徐温其余亲子皆年轻，徐温让徐知诰在广陵继为少摄政。王令谋在此期间改扬府左司马。十六年（919年），吴王杨隆演在徐温劝进下称吴国王，王令谋被任为内枢使。武义二年（920年），杨隆演病重。徐温与王令谋定计，诈称有杨隆演的命令，以迎杨隆演之弟丹阳公杨溥监国。杨隆演死后，杨溥继位。
顺义七年（927年），徐温卒。徐知诰随后面临与养弟即徐温亲子徐知询的权力斗争。徐知诰在广陵控制朝政，但徐知询握有当时在昇州的吴国最大的军队。王令谋继续为徐知诰献策，指出徐知询年轻且不能和其他官员建立恩信，不必担忧。不久，徐知诰诱徐知询来广陵为所受到的弹劾自辩，将其扣押，夺其军，使得徐知询对他的摄政地位不再构成挑战。

## 为宰相
徐知诰斗败徐知询不久，王令谋迁同中书门下平章事，为宰相。大和三年（931年），徐知诰也仿徐温例，离开广陵，驻金陵（即昇州），留子徐景通在广陵为少摄政。王令谋被任为左仆射兼门下侍郎，与宋齐丘一同为相，也都留在广陵辅政。
大和六年（934年），王令谋拜司徒，又领忠武军节度使。当时忠武军在吴西北邻国后唐治下，故忠武军节度使为荣衔。
天祚三年（937年），徐知诰已改名徐诰，封齐王，王令谋亲自去金陵劝徐诰受禅于吴帝杨溥。徐诰拒絕。当时王令谋年老有病，牙齿都没了，有人劝他致仕，他说：“齐王大事未完成，我怎么敢自安！”病重了，又屡屡上书力劝徐诰受禅。徐诰迫杨溥下诏禅位于自己，百官从广陵去金陵劝进，但在徐诰受禅前，王令谋已卒。

## 评价
《十国春秋》评价王令谋“素柔猾，鲜志操”。